# Leichtathletik-Hallensüdamerikameisterschaften 2025
Die 4. Leichtathletik-Hallensüdamerikameisterschaften fanden vom 22. bis zum 23. Februar 2025 wie bereits bei den drei ersten Austragungen in der bolivianischen Stadt Cochabamba statt. Veranstalter war die Confederación Sudamericana de Atletismo.

## Ergebnisse Männer

### 60 m
| Platz | Athlet          | Land | Zeit (s) |
| ----- | --------------- | ---- | -------- |
| 1     | Neiker Abello   | COL  | 6,60     |
| 2     | Felipe Bardi    | BRA  | 6,64 SB  |
| 3     | Franco Florio   | ARG  | 6,67 =NR |
| 4     | Bryant Álamo    | VEN  | 6,68     |
| 5     | Carlos Palacios | COL  | 6,68 PB  |
| 6     | Eubrig Maza     | VEN  | 6,70     |
| 7     | Julian Vargas   | BOL  | 6,84     |
| 8     | Arturo Deliser  | PAN  | 6,76     |

### 400 m
| Platz | Athlet          | Land | Zeit (s) |
| ----- | --------------- | ---- | -------- |
| 1     | Elián Larregina | ARG  | 47,21 SB |
| 2     | Kelvis Padrino  | VEN  | 47,42 SB |
| 3     | Javier Gómez    | VEN  | 47,91 SB |
| 4     | Jeffrey Cajo    | PER  | 48,09 PB |
| 5     | Nicolás Salinas | COL  | 48,15 PB |
|       | Marco Vilca     | PER  | DNS      |

### 800 m
| Platz | Athlet            | Land | Zeit (min)    |
| ----- | ----------------- | ---- | ------------- |
| 1     | Leonardo Santos   | BRA  | 1:49,94 CR PB |
| 2     | Marco Vilca       | PER  | 1:51,01       |
| 3     | Guilherme Orenhas | BRA  | 1:51,02 PB    |
| 4     | Jairo Moreira     | URU  | 1:53,35 PB    |
| 5     | Ryan López        | VEN  | 1:54,20       |
| 6     | Leandro Daza      | BOL  | 1:54,43 PB    |
| 7     | Omar Sotomayor    | BOL  | 1:54,90 PB    |

### 1500 m
| Platz | Athlet             | Land | Zeit (min) |
| ----- | ------------------ | ---- | ---------- |
| 1     | Thiago André       | BRA  | 3:50,09 CR |
| 2     | David Ninavia      | BOL  | 3:52,48 PB |
| 3     | Yeferson Cuno      | PER  | 3:59,27 PB |
| 4     | Gonzalo Gervasini  | URU  | 4:02,15 PB |
| 5     | Víctor Aguilar     | BOL  | 4:03,29 PB |
| 6     | Sebastián López    | VEN  | 4:04,91    |
| 7     | Christian Vásconez | ECU  | 4:05,80 PB |
| 8     | Christian Escobar  | PER  | 4:15,40    |

### 3000 m
| Platz | Athlet             | Land | Zeit (min) |
| ----- | ------------------ | ---- | ---------- |
| 1     | David Ninavia      | BOL  | 8:30,66 SB |
| 2     | Víctor Aguilar     | BOL  | 8:37,31 PB |
| 3     | Yeferson Cuno      | PER  | 8:38,83 PB |
| 4     | Dylan Carrasco     | COL  | 8:39,18 PB |
| 5     | Christian Vásconez | ECU  | 8:57,47 PB |

### 60 m Hürden
| Platz | Athlet                    | Land | Zeit (s) |
| ----- | ------------------------- | ---- | -------- |
| 1     | Eduardo de Deus           | BRA  | 6,67 SB  |
| 2     | Thiago Ornelas dos Santos | BRA  | 6,67 PB  |
| 3     | Francisco Ferreccio       | ARG  | 7,94 PB  |
| 4     | Renzo Cremaschi           | ARG  | 7,97 PB  |
| 5     | Gerson Izaguirre          | VEN  | 8,05     |
| 6     | Kevin Mendieta            | PAR  | 8,10 PB  |
| 7     | Josué Loaiza              | BOL  | 8,89     |

### 4 × 400 m Staffel
| Platz | Land        | Athleten                                                       | Zeit (min) |
| ----- | ----------- | -------------------------------------------------------------- | ---------- |
| 1     | Venezuela   | Javier Gómez Ryan López Sebastián López Kelvis Padrino         | 3:18,29    |
| 2     | Bolivien    | Marcelo Pérez Nery Peñaloza Bladimir Rueda Ikenna Ibe-Akobi    | 3:20,71    |
| 3     | Argentinien | Helber Melgarejo Renzo Cremaschi Franco Florio Elián Larregina | 3:23,58    |
| 4     | Uruguay     | Álvaro Piñeyro Jairo Moreira Gonzalo Gervasini Matías González | 3:29,89    |

### Hochsprung
| Platz | Athlet            | Land | Höhe (m) |
| ----- | ----------------- | ---- | -------- |
| 1     | Thiago Moura      | BRA  | 2,22 SB  |
| 2     | Fernando Ferreira | BRA  | 2,16     |
| 3     | Sebastián Daners  | URU  | 2,05 SB  |
| 4     | Santiago Barberia | ARG  | 2,05 =PB |
| 5     | Héctor Añes       | VEN  | 1,95     |
|       | Sebastián Moringo | PAR  | NMH      |

### Weitsprung
| Platz | Athlet            | Land | Weite (m) |
| ----- | ----------------- | ---- | --------- |
| 1     | Arnovis Dalmero   | COL  | 7,96 SB   |
| 2     | José Luis Mandros | PER  | 7,84      |
| 3     | Emiliano Lasa     | URU  | 7,79      |
| 4     | Eubrig Maza       | VEN  | 7,75      |
| 5     | Lucas dos Santos  | BRA  | 7,68 SB   |
| 6     | Breno Barbosa     | BRA  | 7,56      |
| 7     | Helber Melgarejo  | ARG  | 6,92      |
| 8     | Erick Suárez      | BOL  | 6,91      |

### Dreisprung
| Platz | Athlet           | Land | Weite (m) |
| ----- | ---------------- | ---- | --------- |
| 1     | Elton Petronilho | BRA  | 16,52 SB  |
| 2     | Almir dos Santos | BRA  | 16,39     |
| 3     | Leodán Torrealba | VEN  | 16,05 SB  |
| 4     | Luis Reyes       | CHI  | 15,86     |
| 5     | Helber Melgarejo | ARG  | 15,81     |
| 6     | Maximiliano Díaz | ARG  | 15,79     |
| 7     | Doniquel Werson  | SUR  | 15,64     |
| 8     | Santiago Theran  | COL  | 15,47     |

### Kugelstoßen
| Platz | Athlet                | Land | Weite (m) |
| ----- | --------------------- | ---- | --------- |
| 1     | Welington Morais      | BRA  | 20,92 SB  |
| 2     | Willian Dourado       | BRA  | 20,60     |
| 3     | Juan Manuel Arrieguez | ARG  | 17,32     |
| 4     | Mario González        | VEN  | 14,59     |

### Siebenkampf
| Platz | Athlet            | Land | Punkte  |
| ----- | ----------------- | ---- | ------- |
| 1     | José Santana      | BRA  | 5773 PB |
| 2     | Pedro de Oliveira | BRA  | 5668 PB |
| 3     | Gerson Izaguirre  | VEN  | 5060    |
| 4     | Edgar Rosabal     | URU  | 4586 PB |
|       | Enrique Bellott   | BOL  | DNF     |

## Ergebnisse Frauen

### 60 m
| Platz | Athletin                  | Land | Zeit (s)   |
| ----- | ------------------------- | ---- | ---------- |
| 1     | Ana Azevedo               | BRA  | 7,16 CR PB |
| 2     | Marlet Ospino             | COL  | 7,22 =NR   |
| 3     | Anaís Hernández           | CHI  | 7,31 PB    |
| 4     | María Montt               | CHI  | 7,32 PB    |
| 5     | Guadalupe Tórrez          | BOL  | 7,39       |
| 6     | Lauren Mendoza            | BOL  | 7,43 PB    |
| 7     | María Florencia Lamboglia | ARG  | 7,46 SB    |
| 8     | Belén Fritzsche           | ARG  | 7,58       |

### 400 m
| Platz | Athletin                  | Land | Zeit (s) |
| ----- | ------------------------- | ---- | -------- |
| 1     | María Florencia Lamboglia | ARG  | 55,35 PB |
| 2     | Ibeyis Romero             | VEN  | 56,44 PB |
| 3     | Lucía Sotomayor           | BOL  | 56,95    |

### 800 m
| Platz | Athletin        | Land | Zeit (min) |
| ----- | --------------- | ---- | ---------- |
| 1     | Jaqueline Weber | BRA  | 2:10,46    |
| 2     | María Rojas     | VEN  | 2:11,65 PB |
| 3     | Cecilia Gómez   | BOL  | 2:13,61 SB |
|       | Anita Poma      | PER  | DSQ        |

### 1500 m
| Platz | Athletin        | Land | Zeit (min)    |
| ----- | --------------- | ---- | ------------- |
| 1     | Anita Poma      | PER  | 4:23,74 CR NR |
| 2     | Benita Parra    | BOL  | 4:30,18 PB    |
| 3     | July da Silva   | BRA  | 4:37,14 PB    |
| 4     | Gabriela Mamani | BOL  | 4:59,11       |

### 3000 m
| Platz | Athletin        | Land | Zeit (min)     |
| ----- | --------------- | ---- | -------------- |
| 1     | Benita Parra    | BOL  | 09:43,90 CR PB |
| 2     | Mica Rivera     | PER  | 10:00,12       |
| 3     | Gabriela Mamani | BOL  | 11:00,21       |

### 60 m Hürden
| Platz | Athletin         | Land | Zeit (s) |
| ----- | ---------------- | ---- | -------- |
| 1     | Ketiley Batista  | BRA  | 8,11     |
| 2     | Helen Bernard    | ARG  | 8,29 PB  |
| 3     | Génesis Romero   | VEN  | 8,30 SB  |
| 4     | Leyka Archibold  | PAN  | 8,53 PB  |
| 5     | Estrella Lobo    | COL  | 8,63 PB  |
| 6     | Marlene Koss     | ARG  | 8,75 =PB |
| 7     | Rossmary Paredes | PAR  | 9,25 PB  |
| 8     | Millie Díaz      | URU  | 9,28     |

### 4-mal-400-Meter-Staffel
| Platz | Land        | Athletinnen                                                 | Zeit (min) |
| ----- | ----------- | ----------------------------------------------------------- | ---------- |
| 1     | Bolivien    | Lucía Sotomayor Mariana Arce Nayana Aramayo Cecilia Gómez   | 3:56,34    |
| 2     | Argentinien | Helen Bernard Marlene Koss Victoria Zanolli Belén Fritzsche | 4:08,20    |

### Hochsprung
| Platz | Athletin          | Land | Höhe (m) |
| ----- | ----------------- | ---- | -------- |
| 1     | Arielly Monteiro  | BRA  | 1,82 SB  |
| 2     | Lorena Aires      | URU  | 1,73 SB  |
| 3     | Valdiléia Martins | BRA  | 1,70     |
| 4     | Carla Ríos        | BOL  | 1,70 SB  |

### Stabhochsprung
| Platz | Athletin          | Land | Höhe (m)   |
| ----- | ----------------- | ---- | ---------- |
| 1     | Beatriz Chagas    | BRA  | 4,25 CR SB |
| 2     | Isabel de Quadros | BRA  | 4,20       |
| 3     | Carolina Scarponi | ARG  | 4,05 =PB   |

### Weitsprung
| Platz | Athletin         | Land | Weite (m) |
| ----- | ---------------- | ---- | --------- |
| 1     | Natalia Linares  | COL  | 6,64 CR   |
| 2     | Natalie Aranda   | PAN  | 6,42 SB   |
| 3     | Eliane Martins   | BRA  | 6,24      |
| 4     | Ornelis Ortiz    | VEN  | 6,24 PB   |
| 5     | Victoria Zanolli | ARG  | 5,98      |
| 6     | Daniela Vaca     | BOL  | 5,92 SB   |
| 7     | Paula Daruich    | PER  | 5,84      |
| 8     | Marlene Koss     | ARG  | 5,61      |

### Dreisprung
| Platz | Athletin            | Land | Weite (m)   |
| ----- | ------------------- | ---- | ----------- |
| 1     | Regiclécia Cândido  | BRA  | 14,17 CR PB |
| 2     | Gabriele dos Santos | BRA  | 13,47       |
| 3     | Valeria Quispe      | BOL  | 13,17 SB    |
| 4     | Ornelis Ortiz       | VEN  | 13,15 PB    |
| 5     | Liuba Zaldívar      | ECU  | 12,90       |
| 6     | Estrella Lobo       | COL  | 12,32       |
| 7     | Millie Díaz         | URU  | 12,29       |
|       | Daniela Vaca        | BOL  | NM          |

### Kugelstoßen
| Platz | Athletin           | Land | Weite (m) |
| ----- | ------------------ | ---- | --------- |
| 1     | Ivana Gallardo     | CHI  | 17,63     |
| 2     | Ana Caroline Silva | BRA  | 16,65 SB  |
| 3     | Lívia Avancini     | BRA  | 15,92     |

### Fünfkampf
| Platz | Athletin           | Land | Punkte     |
| ----- | ------------------ | ---- | ---------- |
| 1     | Tamara de Sousa    | BRA  | 4294 CR AR |
| 2     | Roberta dos Santos | BRA  | 4253 PB    |
| 3     | Ana Paula Argüello | PAR  | 3395 PB    |
| 4     | Sofía Ingold       | URU  | 2915       |
| 5     | Melissa Mendieta   | PAR  | 2881 PB    |

## Medaillenspiegel
| Platz | Land        |    |    |   |    |
| ----- | ----------- | -- | -- | - | -- |
| 1     | Brasilien   | 14 | 10 | 5 | 29 |
| 2     | Bolivien    | 3  | 4  | 4 | 11 |
| 3     | Kolumbien   | 3  | 1  | 0 | 4  |
| 4     | Argentinien | 2  | 2  | 5 | 9  |
| 5     | Venezuela   | 1  | 3  | 4 | 8  |
| 6     | Peru        | 1  | 3  | 2 | 6  |
| 7     | Chile       | 1  | 0  | 1 | 2  |
| 8     | Uruguay     | 0  | 1  | 2 | 3  |
| 9     | Panama      | 0  | 1  | 0 | 1  |
| 10    | Paraguay    | 0  | 0  | 1 | 1  |